# Ja te volim najviše na svijetu
Ja te volim najviše na svijetu – tytuł trzeciego albumu Hari Mata Hari. Album wydany został przez wytwórnię płytową Jugoton w 1988 roku. Piosenki nagrano i zmiksowano w zagrzebskim studiu "SIM" w styczniu 1988 roku. W piosence "Sedamnaest ti je godina" gościnnie zaśpiewała znana chorwacka piosenkarka Tatjana Matejaš - Tajči. Autorami tekstów do piosenek są: Fahrudin Pecikoza, Edo Mulahalilović, Hari Varešanović i Tomislav Zuppa. Gościnnie wystąpili również muzycy Arsen Eres (saksofon w piosence "Ruža bez trna") oraz Sanin Karić (gitara basowa w piosence "Kad dođe oktobar").

## Tytuły piosenek
1. "Igrale se delije"
2. "Javi se"
3. "Sedamnaest ti je godina"
4. "Naše malo misto"
5. "Ja te volim najviše na svijetu"
6. "Hej, kako si"
7. "Zapleši"
8. "Kad dođe oktobar"
9. "Ruža bez trna"
10. "Posljednji valcer sa Dunava"

## Członkowie zespołu

### Hari Mata Hari
- Hajrudin Varešanović - wokal
- Izo Kolećić - perkusja
- Karlo Martinović - gitara solo
- Nihad Voloder - gitara basowa